# Charles Spencer (1740-1820)
Pour les articles homonymes, voir Charles Spencer et Spencer.
Charles Spencer (31 mars 1740 – 16 juin 1820) est un noble britannique et un homme politique de la famille Spencer qui siège à la Chambre des communes entre 1761 et 1801.

## Famille
Il est le deuxième fils de Charles Spencer (3e duc de Marlborough), et l'Honorable Elizabeth Trevor, fille de Thomas Trevor, 2e baron Trevor. George Spencer (4e duc de Marlborough), est son frère aîné.

## Carrière politique
Spencer siège comme député pour l'Oxfordshire de 1761 à 1790 et de 1796 à 1801 et est admis au Conseil Privé en 1763.
Il sert en tant que Contrôleur de la maison de 1763 à 1765, Lord Junior de l'Amirauté de 1768 à 1779 et Trésorier de la Chambre de 1779 à 1782, jusqu'à ce que ce poste soit aboli. Plus tard, il est maître de la poste générale de 1801 à 1806 et Maître de la monnaie en 1806. De 1806 jusqu'à sa mort, il est un Gentilhomme de la Chambre de George III.

## Mariage et descendance

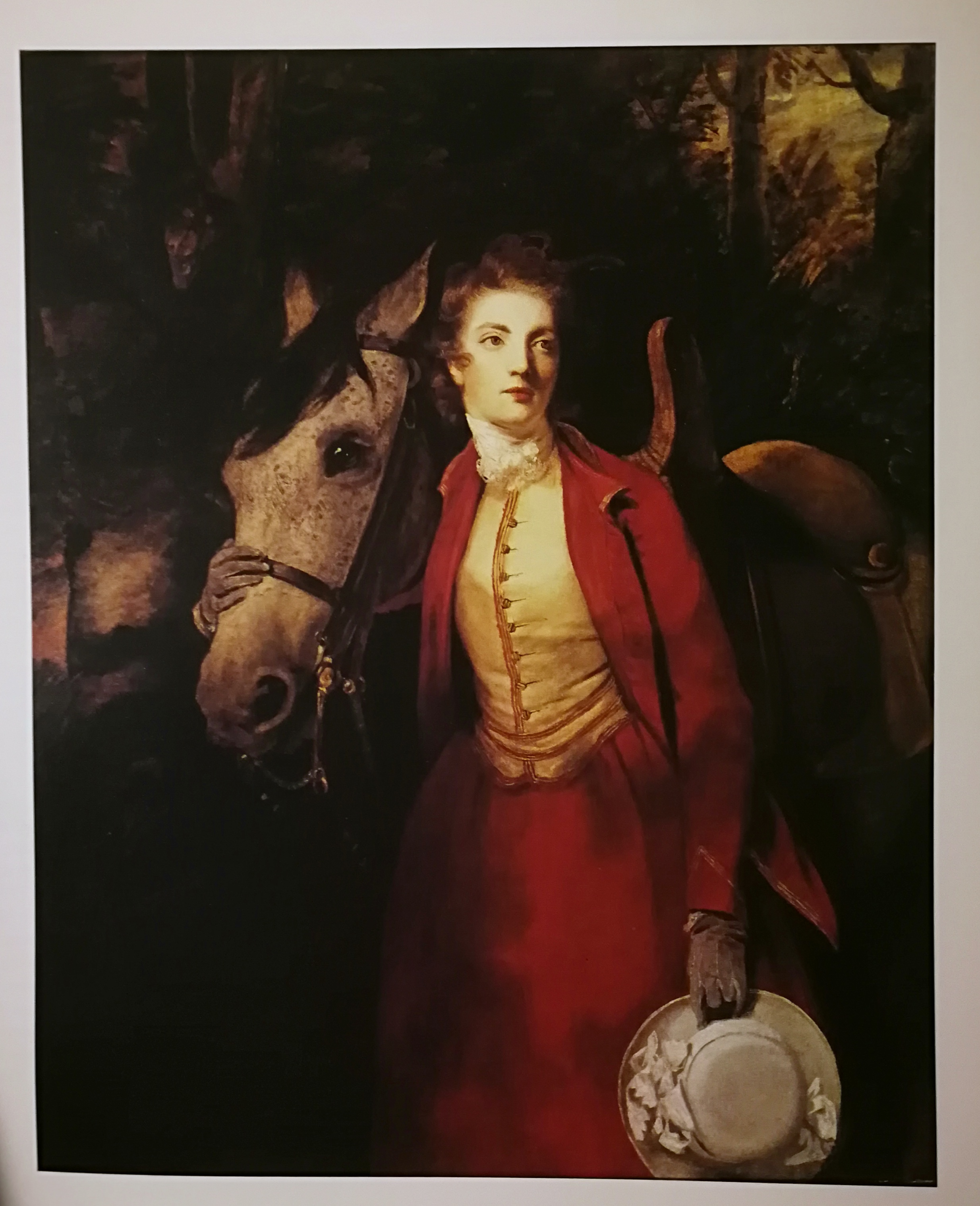
Portrait de l'épouse de Charles Spencer par Sir Joshua Reynolds

Il épouse Lady Marie Beauclerk (4 décembre 1743 – 13 janvier 1812), fille de Vere Beauclerk (1er baron Vere) et la sœur de Aubrey Beauclerk (5e duc de Saint-Albans), le 2 octobre 1762. Ils ont trois fils.
- Robert Spencer (vers 1764 – 1831)
- John Spencer (21 décembre 1767 – 17 décembre 1831)
- William Robert Spencer (9 janvier 1769 – 23 octobre 1834)